# Dani Pedrosa
Daniel "Dani" Pedrosa, född 29 september 1985 i Sabadell i Katalonien, är en spansk roadracingförare . Han blev världsmästare i 125-klassen säsongen 2003 samt i 250-klassen säsongen 2004 och 2005. Pedrosa har tillhört de främsta förarna i MotoGP sedan debuten 2006. Pedrosa har kört för Honda hela sin Grand Prix-karriär. Först för Telefonica Movistar Hondas juniorteam och sedan för Repsol Honda. Pedrosas mentor och teamchef var till 2013 den tidigare föraren Alberto Puig.

## Biografi
Pedrosa gjorde debut i 125GP 2001 och tog sin första seger på Assen 2002. Redan säsongen 2003 blev han världsmästare i 125-klassen. Han flyttade då upp till 250-klassen för säsongen 2004 och blev direkt världsmästare. Han försvarade titeln 2005. Säsongen 2006 gjorde han debut i MotoGP för Hondas fabriksteam Repsol Honda. Där vann han två race och slutade femma totalt i VM. Han tog också titeln Rookie of the Year.
Säsongen 2007 började svagt för Pedrosa, mest beroende på att Hondas nya 800-kubikare RC212V inte var konkurrenskraftig. Först vid 9-10:e racen började HRC få ordning på bitarna och Pedrosa tog säsongens första seger i 10:e racet på Sachsenring med teamkamraten i Repsol Honda, Nicky Hayden, på en tredjeplats. Med segern i säsongens sista GP i Valencia passerade Pedrosa Valentino Rossi med en poäng och blev tvåa i VM efter Ducatis Casey Stoner.
Roadracing-VM 2008 var Pedrosa med i toppen från början och övertog VM-ledningen efter Assen. Sedan vurpade han i ledning i regnet på Sachsenring och skadade handen så illa att han tvingades avstå från USA:s GP. Efter fjärdeplatsen på Misano offentliggjorde Honda att Pedrosa lösts från däckskontraktet med Michelin och omedelbart skulle börja köra med Bridgestonedäck. Han blev trea i VM efter Rossi och Stoner.
Försäsongen inför Roadracing-VM 2009 förstördes av en skada. Efter en svag insats i Qatar tog Pedrosa tre raka pallplatser innan en ny vurpa med skada i Italiens GP gjorde att konkurrenterna om VM-titeln fick ett för stort försprång. Pedrosa vann USA:s GP och Valencias GP och blev trea i VM efter Yamahaförarna Rossi och Jorge Lorenzo.
Roadracing-VM 2010 inledde Pedrosa med blandade resultat och Lorenzo ryckte åt sig en ledning. Pedrosa tog fyra GP-segrar och knappade in i mitten av säsongen. Pedrosa låg tvåa i VM, 56 poäng efter Lorenzo, när han bröt nyckelbenet på träningen inför Japans GP. Trots allt räckte poängen till andra plats i VM.
Säsongen 2011 startade Pedrosa med tre pallplatser, varav en seger, och låg fyra poäng efter VM-ledande Lorenzo och före sin nya stallkamrat Casey Stoner. På Le Mans blev dock Pedrosa påkörd av Marco Simoncelli, vurpade, bröt nyckelbenet och missade tre race. Han kom tillbaka och vann i Tyskland och Japan men det räckte bara till en fjärdeplats i VM som vanns av Stoner.
Första halvan av säsongen 2012 såg ut att bli en kamp mellan Yamahas Jorge Lorenzo och Hondas Casey Stoner. Pedrosa låg något efter men tog pallplatser och någon fjärdeplats. Första segern kom på Sachsenring, det åttonde av säsongens 18 Grand Prix. Andra halvan av säsongen dominerade Pedrosa stort och vann sex av de sista åtta racen. Lorenzo lyckades dock hålla undan. Nyckeln till detta var San Marinos GP på Misanobanan där Pedrosa stod i pole position. Efter allmänt strul på startgriden med försenad start fick inte Pedrosas mekaniker bort däcksvärmaren från framhjulet och de fick ta in motorcykeln i depån. Pedrosa fick starta längst bak i stället för längst fram. På första varvet, när han försökte ta sig förbi långsammare förare, kolliderade han med Álvaro Bautista och bröt. Lorenzo vann och fick en tillräcklig marginal för att hålla undan de sista racen och ta VM-titeln 28 poäng före Pedrosa.
Till Roadracing-VM 2013 hade Pedrosa fått en ny stallkamrat. MotoGP-debutanten Marc Márquez ersatte Casey Stoner som avslutat sin MotoGP-karriär. Även om Márquez oväntat snabbt tog sin första GP-seger och utmanade Pedrosa och Lorenzo ledde Pedrosa VM efter 7 av 18 Grand Prix. Då bröt han nyckelbenet på träningen inför Tysklands Grand Prix. Med även Lorenzo skadad tog Márquez över ledningen. Pedrosa besegrades av Marquez i de närmast följande loppen och vid Aragoniens Grand Prix försvann Pedrosas VM-hopp. Under kamp om ledningen bromsade Márquez för sent och körde lätt in i Pedrosa. Det blev en skada på elektroniken på Pedrosas motorcykel och han kastades av när han försökte vrida på gas. Det blev en tredjeplats i VM för Pedrosa efter Márquez och Lorenzo. Det blev också tre GP-segrar: Spanien, Frankrike och Malaysia.
Roadracing-VM 2014 var Marc Márquez helt överlägsen. Pedrosa vann dock Tjeckiens Grand Prix och blev därmed den som satte punkt för Márquez rekordlånga segersvit på tio Grand Prix. Efter en svag avslutning på säsongen passerades Pedrosa av Yamahaförarna Rossi och Lorenzo och slutade fyra i VM. Säsongen 2015 inledde Pedrosa med att tappa från andra till sjätte plats i Qatars Grand Prix. Efter tävlingen meddelade han att han hade svåra problem med armpump och att han avbröt säsongen för att försöka finna en lösning på problemen. Han missade tre deltävlingar och återvände efter komplicerad kirurgi i underarmarna. Efter en försiktig inledning på återkomsten kom han trea i Katalonien och tvåa i Tyskland. Mot slutet av säsongen var Pedrosa i toppform. Han tog andraplatsen i Aragonien efter att ha besegrat Rossi i en hård kamp på sista varvet. Han vann därefter i både Malaysia och Japan och avslutade med en tredjeplats i Valencia. Det räckte till en fjärdeplats i VM.
För Pedrosa var Roadracing-VM 2016 inte så lyckat. Han hade svårt att ta sig upp på prispallen. Dock gjorde han en fantastisk uppkörning genom startfältet till seger i San Marinos Grand Prix. Han svit av minst en seger varje säsong sedan 2002 fortsatte därmed. Pedrosa skadade sig på träningen inför Japans Grand Prix då han kastades av motorcykeln och missade tre race. Det blev en sjätte plats i VM-tabellen 2016. Roadracing-VM 2017 blev bättre för Pedrosa, även om han blandade toppresultat med dåliga placeringar. Han vann två Grand Prix, Spanien och Valencia, samt tog två andraplatser och fem tredjeplatser. Det blev en fjärde plats i VM. 2018 blev Pedrosas sämsta år i MotoGP. Han kämpade med att kvala in bland de tio bästa och tog ingen pallplats.
I juni 2018 berättade Honda att de skulle ersätta Pedrosa med Jorge Lorenzo från 2019. Det spekulerades i att Pedrosa skulle köra en satellit-Yamaha 2019, men han berättade i juli att han skulle sluta tävla efter 2018 års säsong. Senare skrev han på ett tvåårigt kontrakt som testförare för KTM:s MotoGP-projekt.
2021 gjorde även Pedrosa ett race i Österrikes Grand Prix som testförare av fabrikatet KTM och gjorde ett starkt resultat och slutade 10:a efter 3 års frånvaro.

### Tredjeplatser

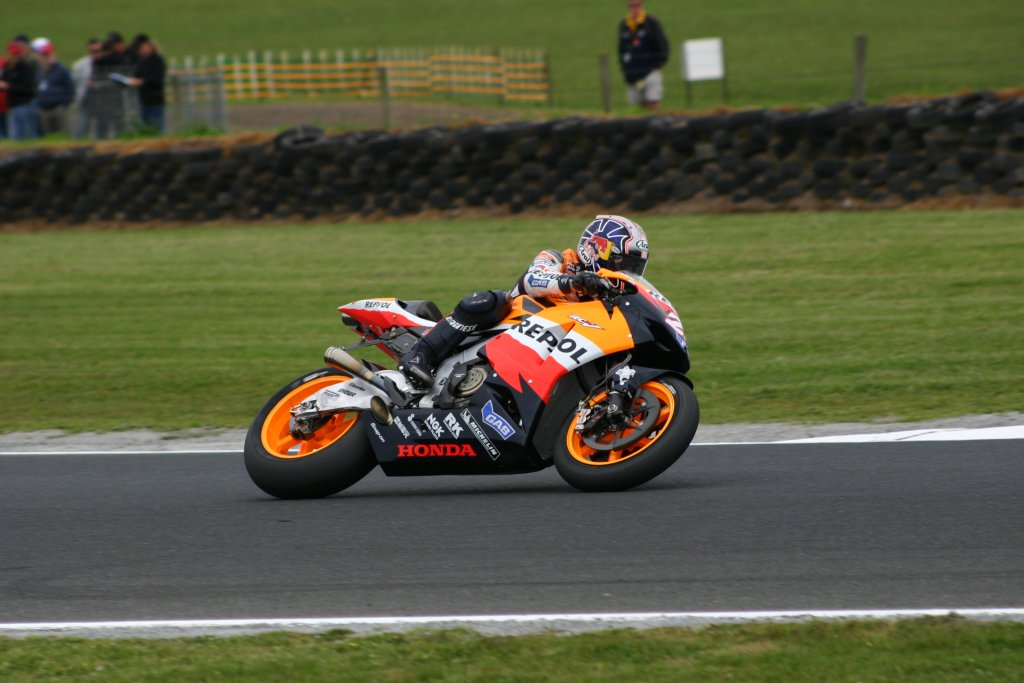
Australiens Grand Prix 2006

## VM-säsonger

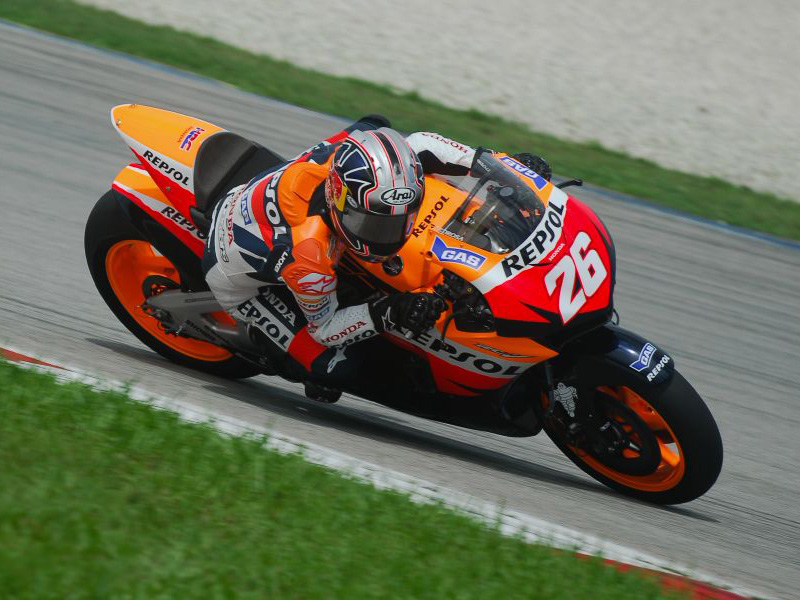
Dani Pedrosa, Sepangbanan, januari 2007

| Säsong | Klass  | VM- plac. | Poäng | 1/2/3- platser | Starter | Motorcykel | Team                          | Startnr |
| ------ | ------ | --------- | ----- | -------------- | ------- | ---------- | ----------------------------- | ------- |
| 2001   | 125GP  | 8         | 100   | - / - / 2      | 16      | Honda      | Telefonica Movistar jnr Team  | 26      |
| 2002   | 125GP  | 3         | 243   | 3 / 3 / 3      | 16      | Honda      | Telefonica Movistar jnr Team  | 26      |
| 2003   | 125GP  | 1         | 223   | 5 / 1 / -      | 14      | Honda      | Telefonica Movistar jnr Team  | 3       |
| 2004   | 250GP  | 1         | 317   | 7 / 5 / 1      | 16      | Honda      | Telefonica Movistar Honda 250 | 26      |
| 2005   | 250GP  | 1         | 309   | 8 / 3 / -      | 16      | Honda      | Telefonica Movistar Honda 250 | 1       |
| 2006   | MotoGP | 5         | 215   | 2 / 2 / 4      | 17      | Honda      | Repsol Honda                  | 26      |
| 2007   | MotoGP | 2         | 242   | 2 / 3 / 3      | 18      | Honda      | Repsol Honda                  | 26      |
| 2008   | MotoGP | 3         | 249   | 2 / 5 / 4      | 17      | Honda      | Repsol Honda                  | 2       |
| 2009   | MotoGP | 3         | 234   | 2 / 3 / 6      | 17      | Honda      | Repsol Honda                  | 3       |
| 2010   | MotoGP | 2         | 245   | 4 / 5 / -      | 15      | Honda      | Repsol Honda                  | 3       |
| 2011   | MotoGP | 4         | 219   | 3 / 4 / 2      | 14      | Honda      | Repsol Honda                  | 26      |
| 2012   | MotoGP | 2         | 332   | 7 / 4 / 4      | 18      | Honda      | Repsol Honda                  | 26      |
| 2013   | MotoGP | 3         | 300   | 3 / 7 / 3      | 17      | Honda      | Repsol Honda                  | 26      |
| 2014   | MotoGP | 4         | 246   | 1 / 3 / 6      | 18      | Honda      | Repsol Honda                  | 26      |
| 2015   | MotoGP | 4         | 206   | 2 / 2 / 2      | 15      | Honda      | Repsol Honda                  | 26      |
| 2016   | MotoGP | 6         | 155   | 1 / - / 2      | 15      | Honda      | Repsol Honda                  | 26      |
| 2017   | MotoGP | 4         | 210   | 2 / 2 / 5      | 18      | Honda      | Repsol Honda                  | 26      |
| 2018   | MotoGP | 11        | 117   | - / - / -      | 18      | Honda      | Repsol Honda                  | 26      |

## Statistik MotoGP
Uppdaterad till 2017-12-31.
| Nr | Grand Prix     | År   |
| -- | -------------- | ---- |
| 1  | Kina           | 2006 |
| 2  | Storbritannien | 2006 |
| 3  | Tyskland       | 2007 |
| 4  | Valencia       | 2007 |
| 5  | Spanien        | 2008 |
| 6  | Katalonien     | 2008 |
| 7  | USA            | 2009 |
| 8  | Valencia       | 2009 |
| 9  | Italien        | 2010 |
| 10 | Tyskland       | 2010 |
| 11 | Indianapolis   | 2010 |
| 12 | San Marino     | 2010 |
| 13 | Portugal       | 2011 |
| 14 | Tyskland       | 2011 |
| 15 | Japan          | 2011 |
| 16 | Tyskland       | 2012 |
| 17 | Indianapolis   | 2012 |
| 18 | Tjeckien       | 2012 |
| 19 | Aragonien      | 2012 |
| 20 | Japan          | 2012 |
| 21 | Malaysia       | 2012 |
| 22 | Valencia       | 2012 |
| 23 | Spanien        | 2013 |
| 24 | Frankrike      | 2013 |
| 25 | Malaysia       | 2013 |
| 26 | Tjeckien       | 2014 |
| 27 | Japan          | 2015 |
| 28 | Malaysia       | 2015 |
| 29 | San Marino     | 2016 |
| 30 | Spanien        | 2017 |
| 31 | Valencia       | 2017 |

| Nr | Grand Prix   | År   |
| -- | ------------ | ---- |
| 1  | Spanien      | 2006 |
| 2  | USA          | 2006 |
| 3  | Spanien      | 2007 |
| 4  | Italien      | 2007 |
| 5  | Portugal     | 2007 |
| 6  | Portugal     | 2008 |
| 7  | Kina         | 2008 |
| 8  | TT Assen     | 2008 |
| 9  | Malaysia     | 2008 |
| 10 | Valencia     | 2008 |
| 11 | Spanien      | 2009 |
| 12 | Tjeckien     | 2009 |
| 13 | Malaysia     | 2009 |
| 14 | Spanien      | 2010 |
| 15 | TT Assen     | 2010 |
| 16 | Katalonien   | 2010 |
| 17 | Tjeckien     | 2010 |
| 18 | Aragonien    | 2010 |
| 19 | Spanien      | 2011 |
| 20 | Indianapolis | 2011 |
| 21 | San Marino   | 2011 |
| 22 | Aragonien    | 2011 |
| 23 | Qatar        | 2012 |
| 24 | Katalonien   | 2012 |
| 25 | TT Assen     | 2012 |
| 26 | Italien      | 2012 |
| 27 | Amerika      | 2013 |
| 28 | Italien      | 2013 |
| 29 | Katalonien   | 2013 |
| 30 | Indianapolis | 2013 |
| 31 | Tjeckien     | 2013 |
| 32 | Australien   | 2013 |
| 33 | Valencia     | 2013 |
| 34 | Amerika      | 2014 |
| 35 | Argentina    | 2014 |
| 36 | Tyskland     | 2014 |
| 37 | Tyskland     | 2015 |
| 38 | Aragonien    | 2015 |
| 39 | Tjeckien     | 2017 |
| 40 | Aragonien    | 2017 |

| Nr | Grand Prix     | År   |
| -- | -------------- | ---- |
| 1  | Frankrike      | 2006 |
| 2  | Holland        | 2006 |
| 3  | Tjeckien       | 2006 |
| 4  | Malaysia       | 2006 |
| 5  | Qatar          | 2007 |
| 6  | Katalonien     | 2007 |
| 7  | Malaysia       | 2007 |
| 8  | Qatar          | 2008 |
| 9  | Italien        | 2008 |
| 10 | Storbritannien | 2008 |
| 11 | Japan          | 2008 |
| 12 | Japan          | 2009 |
| 13 | Frankrike      | 2009 |
| 14 | Tyskland       | 2009 |
| 15 | San Marino     | 2009 |
| 16 | Portugal       | 2009 |
| 17 | Australien     | 2009 |
| 18 | Qatar          | 2011 |
| 19 | USA            | 2011 |
| 20 | Spanien        | 2012 |
| 21 | Portugal       | 2012 |
| 22 | Storbritannien | 2012 |
| 23 | USA            | 2012 |
| 24 | Storbritannien | 2013 |
| 25 | San Marino     | 2013 |
| 26 | Japan          | 2013 |
| 27 | Qatar          | 2014 |
| 28 | Spanien        | 2014 |
| 29 | Katalonien     | 2014 |
| 30 | TT Assen       | 2014 |
| 31 | San Marino     | 2014 |
| 32 | Valencia       | 2014 |
| 33 | Katalonien     | 2015 |
| 34 | Valencia       | 2015 |
| 35 | Argentina      | 2016 |
| 36 | Katalonien     | 2016 |
| 37 | Amerika        | 2017 |
| 38 | Frankrike      | 2017 |
| 39 | Katalonien     | 2017 |
| 40 | Tyskland       | 2017 |
| 41 | Österrike      | 2017 |

| Nr | Grand Prix     | År   |
| -- | -------------- | ---- |
| 1  | Kina           | 2006 |
| 2  | Frankrike      | 2006 |
| 3  | Storbritannien | 2006 |
| 4  | Tyskland       | 2006 |
| 5  | Spanien        | 2007 |
| 6  | Japan          | 2007 |
| 7  | Australien     | 2007 |
| 8  | Malaysia       | 2007 |
| 9  | Valencia       | 2007 |
| 10 | Frankrike      | 2008 |
| 11 | Malaysia       | 2008 |
| 12 | Frankrike      | 2009 |
| 13 | Indianapolis   | 2009 |
| 14 | Spanien        | 2010 |
| 15 | Italien        | 2010 |
| 16 | Tjeckien       | 2010 |
| 17 | San Marino     | 2010 |
| 18 | Tjeckien       | 2011 |
| 19 | Malaysia       | 2011 |
| 20 | Frankrike      | 2012 |
| 21 | Italien        | 2012 |
| 22 | Indianapolis   | 2012 |
| 23 | San Marino     | 2012 |
| 24 | Valencia       | 2012 |
| 25 | Italien        | 2013 |
| 26 | Katalonien     | 2013 |
| 27 | Katalonien     | 2014 |
| 28 | Malaysia       | 2015 |
| 29 | Spanien        | 2017 |
| 30 | Katalonien     | 2017 |
| 31 | Malaysia       | 2017 |

| Nr | Grand Prix     | År   |
| -- | -------------- | ---- |
| 1  | Kina           | 2006 |
| 2  | Storbritannien | 2006 |
| 3  | Tyskland       | 2006 |
| 4  | USA            | 2006 |
| 5  | Italien        | 2007 |
| 6  | Tyskland       | 2007 |
| 7  | Valencia       | 2007 |
| 8  | Spanien        | 2008 |
| 9  | Katalonien     | 2008 |
| 10 | Frankrike      | 2009 |
| 11 | USA            | 2009 |
| 12 | Tyskland       | 2009 |
| 13 | Portugal       | 2009 |
| 14 | Valencia       | 2009 |
| 15 | Spanien        | 2010 |
| 16 | Italien        | 2010 |
| 17 | TT Assen       | 2010 |
| 18 | Tyskland       | 2010 |
| 19 | Indianapolis   | 2010 |
| 20 | San Marino     | 2010 |
| 21 | Aragonien      | 2010 |
| 22 | Valencia       | 2010 |
| 23 | Portugal       | 2011 |
| 24 | Frankrike      | 2011 |
| 25 | Tyskland       | 2011 |
| 26 | Japan          | 2011 |
| 27 | TT Assen       | 2012 |
| 28 | Tyskland       | 2012 |
| 29 | Italien        | 2012 |
| 30 | USA            | 2012 |
| 31 | Indianapolis   | 2012 |
| 32 | Aragonien      | 2012 |
| 33 | Japan          | 2012 |
| 34 | Malaysia       | 2012 |
| 35 | Valencia       | 2012 |
| 36 | Frankrike      | 2013 |
| 37 | Storbritannien | 2013 |
| 38 | Aragonien      | 2013 |
| 39 | Valencia       | 2013 |
| 40 | Argentina      | 2014 |
| 41 | Tjeckien       | 2014 |
| 42 | San Marino     | 2016 |
| 43 | Spanien        | 2017 |
| 44 | Aragonien      | 2017 |

## Statistik 250GP
| Nr | Grand Prix     | År   |
| -- | -------------- | ---- |
| 1  | Sydafrika      | 2004 |
| 2  | Frankrike      | 2004 |
| 3  | Tyskland       | 2004 |
| 4  | Storbritannien | 2004 |
| 5  | Japan          | 2004 |
| 6  | Malaysia       | 2004 |
| 7  | Valencia       | 2004 |
| 8  | Spanien        | 2005 |
| 9  | Frankrike      | 2005 |
| 10 | Italien        | 2005 |
| 11 | Katalonien     | 2005 |
| 12 | Tyskland       | 2005 |
| 13 | Tjeckien       | 2005 |
| 14 | Australien     | 2005 |
| 15 | Valencia       | 2005 |

| Nr | Grand Prix | År   |
| -- | ---------- | ---- |
| 1  | Italien    | 2004 |
| 2  | Katalonien | 2004 |
| 3  | Holland    | 2004 |
| 4  | Brasilien  | 2004 |
| 5  | Qatar      | 2004 |
| 6  | Holland    | 2005 |
| 7  | Tjeckien   | 2005 |
| 8  | Turkiet    | 2005 |

| Nr | Grand Prix | År   |
| -- | ---------- | ---- |
| 1  | Tjeckien   | 2004 |

## Statistik 125GP
| Nr | Grand Prix | Säsong |
| -- | ---------- | ------ |
| 1  | Holland    | 2002   |
| 2  | Pacific    | 2002   |
| 3  | Valencia   | 2002   |
| 4  | Sydafrika  | 2003   |
| 5  | Frankrike  | 2003   |
| 6  | Katalonien | 2003   |
| 7  | Tjeckien   | 2003   |
| 8  | Malaysia   | 2003   |

| Nr | Grand Prix     | År   |
| -- | -------------- | ---- |
| 1  | Katalonien     | 2002 |
| 2  | Storbritannien | 2002 |
| 3  | Tjeckien       | 2002 |

| Nr | Grand Prix | År   |
| -- | ---------- | ---- |
| 1  | Valencia   | 2001 |
| 2  | Pacific    | 2001 |
| 3  | Sydafrika  | 2002 |
| 4  | Frankrike  | 2002 |
| 5  | Malaysia   | 2002 |